# Alfredo Fillia
Alfredo Fillia (Henderson, 4 marzo 1950) è un giocatore di biliardo argentino.
Alfredo Fillia detto “Felix” è un giocatore argentino di vecchia scuola, nato in Argentina ma residente attualmente in provincia di Bergamo. Ha due figli, Nicolas e Juan, entrambi giocatori di biliardo di buon livello. Quando viveva in Argentina è stato quattro volte campione nazionale (1981, 1983, 1987,  1991). Ai mondiali di biliardo nella specialità 5 birilli vanta numerose partecipazioni, non è mai riuscito a vincere ma si è classificato 3º in ben quattro occasioni (1980, 1982, 1983, 1987).